# 한국의 신문 목록 (1945년 이전)
이 목록은 주로 1945년 8월 말, 한국이 분단되기 이전에 발행된 신문들을 대상으로 한다.
분단 이후에 발행된 신문에 관하여는 대한민국의 신문 목록 또는 조선민주주의인민공화국의 신문 목록을 참고할 수 있다.
신문의 역사에 대한 서술은 한국의 신문 항목을 참조하기 바란다.
본 목록에는 해외에 거주하는 한인 디아스포라에 의해, 혹은 그들을 위하여 발행된 신문은 포함되지 않으며, 잡지나 학술지 등 기타 유형의 간행물 또한 제외된다.

## 목록

### 조선 후기
- 조선신보
- 한성순보
- 한성주보

### 대한제국
- 조선시보
- 신조선보
- 한성신보
- 독립신문
- 원산시사
- 대한그리스도인회보
- 예수교회보
- 협성회화보
- 경성신문
- 제국신문
- 황성신문
- 매일신문
- 시사총보
- 상무총보
- 목포신보
- 달성주보
- 군산일보
- 한남신문
- 대한일보
- 대동신보
- 대한매일신보 (現 서울신문)
- 조선매일신보
- 조선일일신문
- 전북시보
- 전북일보
- 마산시보
- 부산일보
- 평양신보
- 중앙신보
- 남포신문
- 대구일일신문
- 국민신보
- 만세보
- 남포일보
- 경성일보
- 북한실업신보
- 경향신문
- 북한실업신보
- 만한신보
- 대구일보
- 마신신보
- 조선타임즈
- 평안일보
- 경성신보
- 부산일일신문
- 원산시사신보
- 북관신일본
- 대한신문
- 조선민보
- 함흥신보
- 민우신문
- 조선신문
- 대한민보
- 대동일보
- 평양신문
- 한성순보
- 중선일보
- 경남일보 (현재)
- 시사신문
- 경성신문
- 대한일일신문

### 일제강점기
- 매일신보 (現 서울신문)
- 남선일보
- 조선실업신보
- 기독신보
- 숭대시보
- 조선독립신문
- 조선일보 (현재)
- 동아일보 (현재)
- 시대일보
- 중외일보
- 조선중앙일보
- 고려시보
- 불교시보
- 경일소국민신문
- 기독신문
- 국민신보
- 전북신보
- 황민일보